# Take It Easy (Love Nothing)
A Take It Easy (Love Nothing) a Bright Eyes egy dala a Digital Ash in a Digital Urn albumról, egyben negyedik kislemezük, amelyet 2004. október 26-án adott ki a Saddle Creek Records. A címadó dal a Lua számmal együtt a Billboard Hot 100 lista első két helyére került; 1997 óta ez volt az első eset, hogy egy előadó két dala egyszerre érjen el ilyen helyezést.
Az album a Saddle Creek Records 69. kiadványa.

## Számlista
Az összes dal szerzője Conor Oberst, kivéve a Burn Rubber számot, amelyet Simon Joyner írt. 
| 1.    | Take It Easy (Love Nothing) | 3:24 |
| 2.    | Burn Rubber                 | 2:43 |
| 3.    | Cremation                   | 4:45 |
| 10:52 |                             |      |

## Közreműködők

### Bright Eyes
- Conor Oberst – ének, gitár, basszusgitár, billentyűk, wurlitzer, bariton
- Mike Mogis – gitár, basszusgitár, bendzsó, billentyűk, wurlitzer, dobro, producer

### Más zenészek és szoftver
- Clay Leverett – ütőhangszerek, autóajtók hangja
- Jason Boesel – dobok, ütőhangszerek, autóajtók hangja
- Jimmy Tamborello, Digital Audio Engine – dobok hangszerelése

## Fordítás
Ez a szócikk részben vagy egészben  a   Take It Easy (Love Nothing) című angol Wikipédia-szócikk ezen változatának fordításán alapul.  Az eredeti cikk szerkesztőit annak laptörténete sorolja fel. Ez a jelzés csupán a megfogalmazás eredetét és a szerzői jogokat jelzi, nem szolgál a cikkben szereplő információk forrásmegjelöléseként.